# François Vatel
François Vatel, född 17 januari 1631 i Tournai i Hainaut, Belgien, död 24 april 1671 i Chantilly i Oise, Frankrike, var en fransk hovmästare. 
Vatel arbetade för den franska finansministern Nicolas Fouquet, markis de Belle-Isle, med en stor bankett som visade upp Fouquets rikedomar strax innan han fängslades för förskingring. 
Vatel sägs ibland vara skaparen av den söta vispgrädden med vanilj vid namn crème Chantilly, skapad då han arbetade med en bankett vid slottet i Chantilly. 
Vatel är kanske mer känd för att ha begått självmord vid samma bankett efter att fisken varit försenad. Vatels död sågs som en nationell tragedi. Historien om självmordet kommer från brev av Marie de Rabutin Chantal de Sévigné.

## I populärkulturen
I filmen Vatel från år 2000 i regi Roland Joffé, som handlar om banketten vid Chantilly med Vatel som huvudperson, begår Vatel (spelad av Gérard Depardieu) självmord på grund av kärleken till en kvinna.